# Ephoria postarcuata
Ephoria postarcuata är en fjärilsart som beskrevs av Eugen Wehrli 1939. Ephoria postarcuata ingår i släktet Ephoria och familjen mätare. Inga underarter finns listade i Catalogue of Life.